# Tatiana Búa
Tatiana Búa (* 19. Januar 1990 in Buenos Aires) ist eine ehemalige argentinische Tennisspielerin.

## Karriere
Búa, die im Alter von sechs Jahren mit dem Tennissport begann, bevorzugte Sandplätze und spielte überwiegend auf ITF-Turnieren, bei denen sie vier Titel im Einzel und 24 im Doppel gewonnen hat.
Ihre größten Erfolge feierte sie zusammen mit ihrer Doppelpartnerin Daniela Seguel, so mit dem Finaleinzug 2014 beim WTA-Turnier in Straßburg und dem Titelgewinn 2015 beim $100.000-ITF-Turnier in Marseille.
Búa wurde 2015 für zwei Begegnungen der argentinischen Fed-Cup-Mannschaft nominiert. Eingesetzt wurde sie im Februar gegen die Vereinigten Staaten und im April gegen Spanien jeweils im Doppel; beide Partien gingen verloren.

## Turniersiege

### Einzel
| Nr. | Datum              | Turnier           | Kategorie   | Belag     | Finalgegnerin    | Ergebnis      |
| --- | ------------------ | ----------------- | ----------- | --------- | ---------------- | ------------- |
| 1.  | 15. November 2008  | Santiago de Chile | ITF $10.000 | Sand      | Carla Beltrami   | 6:4, 6:2      |
| 2.  | 14. November 2009  | Itajai            | ITF $10.000 | Sand      | Ana Clara Duarte | 6:1, 7:5      |
| 3.  | 9. April 2011      | Córdoba           | ITF $10.000 | Sand      | Tina Schiechtl   | 4:6, 6:3, 6:2 |
| 4.  | 23. September 2012 | Madrid            | ITF $10.000 | Hartplatz | Amanda Carreras  | 6:3, 7:5      |

### Doppel
| Nr. | Datum              | Turnier               | Kategorie    | Belag        | Partnerin                 | Finalgegnerinnen                              | Ergebnis         |
| --- | ------------------ | --------------------- | ------------ | ------------ | ------------------------- | --------------------------------------------- | ---------------- |
| 1.  | 22. Oktober 2007   | Itu                   | ITF $10.000  | Sand         | Mailen Auroux             | Lucía Jara Lozano Claudia Razzeto             | 6:2, 5:7, [10:8] |
| 2.  | 28. April 2008     | Bell Ville            | ITF $10.000  | Sand         | Karen Castiblanco         | Joana Cortez Natalia Guitler                  | 6:4, 1:6, [10:7] |
| 3.  | 26. Mai 2008       | Braga                 | ITF $10.000  | Sand         | Carla Beltrami            | Bojana Borovnica Lucía Sainz Pelegri          | 6:2, 6:2         |
| 4.  | 18. August 2008    | Bell Ville            | ITF $10.000  | Sand         | Carla Beltrami            | Vanesa Furlanetto Aranza Salut                | ohne Spiel       |
| 5.  | 25. August 2008    | Buenos Aires          | ITF $10.000  | Sand         | Roxane Vaisemberg         | Estefanía Craciún Verónica Spiegel            | 4:6, 7:5, [10:3] |
| 6.  | 8. Juni 2009       | Santa Fe              | ITF $10.000  | Sand         | Karen Castiblanco         | Luciana Sarmenti Emilia Yorio                 | 4:6, 6:1, [10:6] |
| 7.  | 13. Juli 2009      | Cáceres               | ITF $10.000  | Hartplatz    | Carmen López Rueda        | Inés Ferrer Suárez Yera Campos Molina         | 6:3, 6:2         |
| 8.  | 22. November 2010  | Asunción              | ITF $10.000  | Sand         | Andrea Benítez            | Lucía Jara Lozano Luciana Sarmenti            | 6:2, 6:4         |
| 9.  | 11. April 2011     | Córdoba               | ITF $10.000  | Hartplatz    | Andrea Benítez            | Catalina Pella Luciana Sarmenti               | 6:3, 6:4         |
| 10. | 14. Mai 2012       | Rosario               | ITF $10.000  | Sand         | Camila Silva              | Luciana Sarmenti Daniela Seguel               | 6:4, 7:62        |
| 11. | 18. Juni 2012      | Madrid                | ITF $10.000  | Sand         | Melina Ferrero            | Margarida Moura Olga Parres Azcoitia          | 6:4, 6:1         |
| 12. | 25. Juni 2012      | Melilla               | ITF $10.000  | Hartplatz    | Melina Ferrero            | Charlotte Römer Mariona del Peral Francín     | 7:5, 6:2         |
| 13. | 13. September 2012 | Lleida                | ITF $10.000  | Sand         | Yvonne Cavallé Reimers    | Cornelia Lister Chiara Mendo                  | 6:2, 6:3         |
| 14. | 20. September 2012 | Madrid                | ITF $10.000  | Sand (Halle) | Lucía Cervera Vázquez     | Yvonne Cavallé Reimers Isabel Rapisarda Calvo | 3:6, 6:1, [10:7] |
| 15. | 6. April 2013      | Torrent               | ITF $10.000  | Sand         | Andrea Gámiz              | Yasmine Guimarães Rita Vilaça                 | 6:1, 6:0         |
| 16. | 17. Mai 2013       | Monzón                | ITF $10.000  | Hartplatz    | Lucía Cervera Vázquez     | Arabela Fernández Rabener Jana Sisikowa       | 4:6, 7:5, [10:6] |
| 17. | 5. Juli 2013       | Denain                | ITF $25.000  | Sand         | Arabela Fernández Rabener | Laura-Ioana Andrei Dia Ewtimowa               | 7:5, 6:2         |
| 18. | 16. August 2013    | Westende              | ITF $25.000  | Hartplatz    | Daniela Seguel            | Antonia Lottner Diāna Marcinkēviča            | 6:3, 5:7, [11:9] |
| 19. | 23. August 2013    | Wanfercée-Baulet      | ITF $10.000  | Sand         | Daniela Seguel            | Amandine Hesse Deniz Khazaniuk                | 6:4, 6:2         |
| 20. | 11. Oktober 2013   | Sant Cugat del Vallès | ITF $25.000  | Sand         | Andrea Gámiz              | Lara Arruabarrena Vecino Amanda Carreras      | 4:6, 6:2, [10:7] |
| 21. | 1. November 2013   | Benicarló             | ITF $10.000  | Sand         | Lucía Cervera Vázquez     | Sowjanya Bavisetti Zhu Aiwen                  | 6:3, 6:0         |
| 22. | 8. November 2013   | Vinaròs               | ITF $10.000  | Sand         | Lucía Cervera Vázquez     | Sowjanya Bavisetti Zhu Aiwen                  | 6:3, 6:2         |
| 23. | 15. März 2014      | Ponta Delgada         | ITF $10.000  | Hartplatz    | Olga Parres Azcoitia      | Tereza Malíková Pernilla Mendesová            | 6:3, 6:4         |
| 24. | 6. Juni 2015       | Marseille             | ITF $100.000 | Sand         | Laura Thorpe              | Nicole Melichar Maryna Zanevska               | 6:3, 3:6, [10:6] |